# Paraona interjecta
Paraona interjecta är en fjärilsart som beskrevs av Embrik Strand 1912. Paraona interjecta ingår i släktet Paraona och familjen björnspinnare. Inga underarter finns listade i Catalogue of Life.